# Набоков, Михаил Евгеньевич
Михаи́л Евге́ньевич Набо́ков (1887—1960) ― советский астроном, методист, профессор.

## Биография
Родился 25 апреля 1887 года в Москве.
Учился в Сергиево-Посадской мужской гимназии. В 1910 году окончил Императорский Московский университет, после чего преподавал физику и космографию в гимназиях и технических училищах.
С 1920 по 1933 году стал сотрудником Московской обсерватории и Государственного Астрономического Институт имени П. К. Штернберга МГУ.
В 1923 и 1926 годах были изданы его учебники и рабочие книги по астрономии. В 1935 году написал учебник астрономии для 10 класса (совместно с Б. А. Воронцовым-Вельяминовым), многократно на разных языках переиздававшийся в союзных республиках. Также написал книгу «Астрономические наблюдения с биноклем» (несколько изданий с 1927 по 1948г).
Среди его наглядных пособий по астрономии наибольшую известность получили зонт Набокова с изображением околополюсных созвездий и глобус, моделирующий освещение Земли Солнцем.
В 1933 и 1934 годах читал курс методики астрономии в МГУ. С 1937 по 1941 год работал профессором Витебского педагогического института. В 1941 году уехал в эвакуацию в Ульяновск, где до 1943 года был профессором астрономии Ульяновского педагогического института. После войны вернулся в Белоруссию и до 1948 года преподавал в Белорусском университете.
Вернувшись в Москву работал в планетарии. Умер 14 марта 1960 года в Москве, похоронен на Ваганьковском кладбище.

## Семья
- Супруга ― Набокова Зинаида Александровна (1887―1963), астроном, преподаватель
- Сын ― Набоков Михаил Михайлович, инженер-оптик, конструктор оптических приборов[1].